# Le Plantay
Le Plantay és un municipi francès situat al departament de l'Ain i a la regió d'Alvèrnia-Roine-Alps. L'any 2007 tenia 525 habitants.

## Demografia

### Població
El 2007 la població de fet de Le Plantay era de 525 persones. Hi havia 172 famílies de les quals 32 eren unipersonals (12 homes vivint sols i 20 dones vivint soles), 60 parelles sense fills, 68 parelles amb fills i 12 famílies monoparentals amb fills.
La població ha evolucionat segons el següent gràfic:
Habitants censats

### Habitatges
El 2007 hi havia 188 habitatges, 174 eren l'habitatge principal de la família, 7 eren segones residències i 7 estaven desocupats. 158 eren cases i 29 eren apartaments. Dels 174 habitatges principals, 130 estaven ocupats pels seus propietaris, 31 estaven llogats i ocupats pels llogaters i 13 estaven cedits a títol gratuït; 10 tenien dues cambres, 22 en tenien tres, 48 en tenien quatre i 94 en tenien cinc o més. 135 habitatges disposaven pel capbaix d'una plaça de pàrquing. A 68 habitatges hi havia un automòbil i a 100 n'hi havia dos o més.

### Piràmide de població
La piràmide de població per edats i sexe el 2009 era:
| Homes | Edats   | Dones |
| ----- | ------- | ----- |
| 0     | 95 o +  | 0     |
| 0     | 90 a 94 | 0     |
| 0     | 85 a 89 | 0     |
| 8     | 80 a 84 | 0     |
| 8     | 75 a 79 | 0     |
| 12    | 70 a 74 | 4     |
| 4     | 65 a 69 | 4     |
| 20    | 60 a 64 | 8     |
| 0     | 55 a 59 | 16    |
| 20    | 50 a 54 | 0     |
| 8     | 45 a 49 | 16    |
| 12    | 40 a 44 | 8     |
| 24    | 35 a 39 | 28    |
| 16    | 30 a 34 | 16    |
| 24    | 25 a 29 | 20    |
| 12    | 20 a 24 | 8     |
| 4     | 15 a 19 | 8     |
| 8     | 10 a 14 | 28    |
| 36    | 5 a 9   | 28    |
| 24    | 0 a 4   | 8     |

## Economia
El 2007 la població en edat de treballar era de 345 persones, 241 eren actives i 104 eren inactives. De les 241 persones actives 234 estaven ocupades (124 homes i 110 dones) i 7 estaven aturades (4 homes i 3 dones). De les 104 persones inactives 24 estaven jubilades, 43 estaven estudiant i 37 estaven classificades com a «altres inactius».

### Ingressos
El 2009 a Le Plantay hi havia 174 unitats fiscals que integraven 483,5 persones, la mediana anual d'ingressos fiscals per persona era de 19.862 €.

### Activitats econòmiques
Dels 10 establiments que hi havia el 2007, 1 era d'una empresa de fabricació d'altres productes industrials, 2 d'empreses de construcció, 1 d'una empresa de comerç i reparació d'automòbils, 1 d'una empresa d'hostatgeria i restauració, 1 d'una empresa immobiliària, 3 d'empreses de serveis i 1 d'una empresa classificada com a «altres activitats de serveis».
Dels 4 establiments de servei als particulars que hi havia el 2009, 1 era un taller de reparació d'automòbils i de material agrícola, 2 fusteries i 1 restaurant.
L'any 2000 a Le Plantay hi havia 23 explotacions agrícoles que ocupaven un total de 948 hectàrees.

## Equipaments sanitaris i escolars
El 2009 hi havia una escola elemental integrada dins d'un grup escolar amb les comunes properes formant una escola dispersa.

## Poblacions més properes
El següent diagrama mostra les poblacions més properes.